# Palczatka cytrynowa
Palczatka cytrynowa, znana również jako trawa cytrynowa (Cymbopogon citratus) – gatunek trawy z rodziny wiechlinowatych.

## Morfologia
Kwiatostan złożony z kłosów palczasto ustawionych na szczycie źdźbła.

## Zastosowanie
Jest uprawiana szeroko m.in. w krajach śródziemnomorskich.
W Gruzji, Indiach, Malezji, i Afryce dostarcza olejku cytronelowego, zawierającego cytral, używanego w przemyśle perfumeryjnym i medycynie. W Azji południowo-wschodniej stosowany do przyrządzania napojów i zup. Jednym z najbardziej znanych przykładów jej zastosowania jest tajska zupa Tom-yum o ostro-kwaśnym smaku. Często dodawana do herbaty, ziół, herbat owocowych lub zaparzana jako osobny napar. Stanowi ważny składnik peruwiańskiego napoju Inca Kola.

## Potencjalne właściwości przeciwnowotworowe
Cytral, znajdujący się w olejku destylowanym z palczatki (obecny także w melisie i werbenie), w stężeniu porównywalnym do uzyskiwanego w spożywanych napojach, może wywoływać apoptozę niektórych komórek nowotworowych linii hematopoetycznych.